# Tomislav Rukavina (nogometaš)
Tomislav Rukavina (Osijek, 14. listopada 1974.), bivši hrvatski nogometaš i trener. Otac je Gabriela Rukavine.
Rukavina je s profesionalnom nogometnom karijerom počeo igrajući u Osijeku. Nakon sezonu i pol seli u Zagreb gdje dolazi na veliku scenu. Ubrzo ga zapažaju stručnjaci gradskog rivala Croatije, danas Dinama, za koji potpisuje na zimu sezone 1995./96. U modrom se dresu probio do reprezentacije za koju debitira netom prije opjevanog Mundiala '98, igrajući u rodnom gradu protiv Poljske. Na Svjetsko prvenstvo, ipak, nije niti putovao zbog ozljede. Kasnije još bilježi i svih 90 minuta s Jugoslavijom u Zagrebu, a sveukupno je do siječnja 2001. odigrao 6 utakmica.
S Croatijom nastupa u Ligi prvaka, a u domaćem prvenstvu 4 puta postaje prvak, te nakon tih odličnih igara za 8 milijuna maraka (20% otišlo NK Zagrebu) seli u talijansku ligu gdje naredne 3 sezone, što u Serie A što u Serie B, brani boje Venezije.
Potom se vraća u 1. HNL, i to, splitski Hajduk. U dvije sezone postaje standardan branič, iskazavši se pogotovo u međunarodnim susretima poput onih s talijanskom Romom. Nakon 2 naslova prvaka odlazi iz kluba, te 2006. prekida uspješnu karijeru.
Ukupno je osvojio 6 naslova prvaka Hrvatske i 3 puta Hrvatski nogometni kup.
Povremeno je radio kao trener na Nogometnoj akademiji Davor Šuker.
Nakon dolaska Krunoslava Jurčića za trenera Dinama u ožujku 2009., Rukavina mu postaje pomoćni trener u više navrata.
Statistika u Hajduku
| Natjecanje        | Nastupi | Zgoditci |
| ----------------- | ------- | -------- |
| Prvenstvo         | 38      | 0        |
| Kup               | 6       | 0        |
| Superkup          | 1       | 1        |
| Međunarodne       | 7       | 0        |
| Splitski podsavez | 0       | 0        |
| Ukupno            | 52      | 1        |
| Prijateljske      | 13      | 5        |
| Sveukupno         | 65      | 6        |